# Naji Sadiq al Mufti
Naji Sadiq al Mufti C.B.E. (arabisch ناجي صادق المفتي, DMG Nāǧī Ṣādiq al-Muftī; * Libanon, bl. 1979–2004; † vor oder am 30. November 2021) war ein saudi-arabischer Diplomat.

## Werdegang
Von 1979 bis 1982 war er Geschäftsträger Ministre plénipotentiaire in London und vertrat Nasser Almanqour in dessen Abwesenheit.
Von 1987 bis 1991 war er Botschafter in Mexiko-Stadt.
Von 1993 bis 2004 war er Botschafter in Ankara. Ab 1996 war er mit Sitz in Ankara zeitgleich auch in Baku (Aserbaidschan) als Botschafter akkreditiert.
Ausländer in Saudi-Arabien unterliegen ebenfalls der Scharia. Am 11. August 1995 enthauptete der saudi-arabische Staat zusammen mit sechs weiteren Ausländern zwei Türken. Am 14. August 1995 wurden zwei weitere türkische Einwanderer geköpft. Die Bemühungen der türkischen Regierung, die saudische Regierung durch diplomatischen Druck daran zu hindern, zwanzig weitere türkische Bürger zu enthaupten, waren erfolglos.
Am 15. August 1995 erklärte al Mufti in Ankara, das Königreich werde sein auf der Scharia basierendes Recht weiterhin anwenden und sich nicht dem Druck von außen unterwerfen.
Am 31. März 2012  berichtete die saudische Tageszeitung Okaz aus Dschidda, dass al Mufti auf dem Pensionistentreffen des saudischen Außenministeriums erschienen sei.
| Vorgänger                          | Amt                                                       | Nachfolger                                   |
| ---------------------------------- | --------------------------------------------------------- | -------------------------------------------- |
| Mohamed Hamzah Charara             | Saudiarabischer Botschafter in Mexiko-Stadt 1987 bis 1991 | Hussien Assiri                               |
| Abdulaziz bin Mohieddin el-Hodscha | Saudiarabischer Botschafter in Ankara 1993 bis 2004       | Mohammed Raja Abdullah Al-Hussaini Al Sharif |